# Modlitewnik Ptaszyckiego (II)
Modlitewnik Ptaszyckiego (II) – rękopiśmienny modlitewnik w języku polskim i łacińskim z połowy XVI wieku.
Przed II wojną światową modlitewnik był własnością Stanisława Ptaszyckiego, od którego przyjęła się nazwa zbioru. Obecnie znajduje się w Bibliotece Uniwersyteckiej w Poznaniu. Zbiór, będący modlitewnikiem rodzinnym, spisany został ok. połowy XVI w. Znajdują się w nim modlitwy łacińskie (z przekładami) oraz polskie. Wśród tych drugich przeważają teksty maryjne oraz pasyjne. Większość modlitw została prawdopodobnie przepisana z innych rękopisów oraz druków (np. Pozdrawianie wszytkich członków Pana Jezusowych z 1534). Zbiór zawiera także dwukrotnie Powieść o papieżu Urbanie oraz modlitwę zaklęcie zbudowanie z imion Boga ze Starego Testamentu.